# Янакиев, Иво
Иво Димитров Янакиев (болг. Иво Димитров Янакиев, род. 12 октября 1975 года, Бургас, Болгария) — болгарский гребец, бронзовый призёр летних Олимпийских игр 2004 года в заездах одиночек, призёр этапов Кубка мира.

## Спортивная биография
Иво Янакиев родился в 1975 году в городе Бургас в семье известных гребцов. Первым чемпионатом в составе сборной Болгарии для Янакиева стал юношеский чемпионат мира 1992 года в Монреале, где он занял 5-е место в зачёте одиночек. С 1994 года Янакиев стал выступать на взрослом уровне. Первые несколько лет молодой болгарский гребец участвовал только в финалах С и D. На первом чемпионате мира немецкий гребец смог пробиться только в финал B, где занял 4-е место. Впервые в число 6 сильнейших Иво смог пробиться на чемпионате мира 1999 года, где занял 5-е место.
В 2000 году Янакиев принял участие в летних Олимпийских играх в Сиднее. На церемонии открытия ему было доверено нести флаг Болгарии. В соревнованиях одиночек Иво, пройдя через отборочный заезд, смог пробиться в финал, но там занял только 5-е место, уступив чемпиону почти 9 секунд. В июне 2001 года болгарский гребец впервые стал призёром мирового кубка, заняв второе место на этапе в Севилье. Следующего успеха Янакиев добился через 2 года, заняв третье место на этапе в Мюнхене. 
Своего главного успеха в карьере Янакиев добился на Олимпийских играх 2004 года. Иво, занявшему второе место в своём заезде, пришлось отбираться в полуфинал через отборочный этап, который он уверенно выиграл. В полуфинале Янакиев смог занять необходимое второе место, опередив титулованного немца Марселя Хаккера. На протяжении первой части финального заезда Иво шёл на 4-м месте, но благодаря мощному финишному рывку Иво сумел прийти к финишу третьим.
С 2005 года Иво стал выступать в двойках парных вместе со своим братом Мартином. Уже в первом совместном сезоне братья Янакиевы могли стать призёрами чемпионата мира, но по итогам финального заезда стали только 4-ми. Спустя год Иво и Мартин вновь пробились в финал мирового первенства, но там стали 5-ми. На протяжении следующих двух лет результаты болгарской двойки начали падать. Последним турниром для Иво Янакиева стали летние Олимпийские игры 2008 года в Пекине. В соревнованиях двоек парных братья Янакиевы дошли до полуфинала, но пробиться в главный финал им не удалось. По итогам финала B болгарские гребцы стали 4-ми, заняв при этом итоговое 10-е место.

## Личная жизнь
- Отец — Димитр Янакиев — участник трёх Олимпийских игр (1972—1980) в академической гребле.
- Мать — Наташа Петрова-Янакиева — участница трёх Олимпийских игр (1972—1980) в гребле на байдарках, чемпионка мира.
- Брат — Мартин Янакиев — участник Олимпийских игр 2008 года в академической гребле.